# 三枚橋城
三枚橋城（さんまいばしじょう）は、駿河国沼津（現静岡県沼津市大手町）にあった日本の城。別名観潮城。戦国時代後半に築城され、江戸時代初期には沼津藩の藩庁が置かれた。築城当時は沼津城と呼ばれていた可能性がある（後述）。

## 地勢
三枚橋城が築城された狩野川河口域付近は、縄文時代以降、浮島ヶ原付近から延びる砂州による閉塞と、主として火山噴出物が供給されることによって陸化していった。三枚橋城付近では、約4500年前に形成されたと考えられている砂州上の微高地の上に、更に縄文時代末期に富士山で発生した大規模な山体崩壊である御殿場泥流の堆積物が堆積している。御殿場泥流によって黄瀬川の鮎壺の滝付近を扇頂とした黄瀬川扇状地が形成され、扇状地の末端部分にあたる三枚橋城付近で、約3メートルから5メートルの厚さで堆積している。
三枚橋城はもともとが砂州という微高地の上に、更に富士山の山体崩壊によって流下した泥流によって形成された扇状地の末端部分という地形上の高まりを利用して築城された。また城域の東西には侵食によって谷状の地形が南北方向に延びており、その谷状の地形を利用して堀が南北方向に造られている。

## 歴史
1554年（天文23年）の北条氏、武田氏、今川氏により甲相駿三国同盟が成立し、三国の境界にあたる駿河の地には一時的な平穏が訪れた。この時期、三者は新たな領土を駿河の外に求めて他国への侵攻を図っていた。
平穏だった沼津付近が各国の武将の争いの場となったのは、1560年（永禄3年）以降のことである。この年に今川義元が桶狭間の戦いで敗死したため今川氏が衰退し、その機に乗じた武将たちが今川領への進入を試み始めた。西の徳川氏、北の武田氏が1568年（永禄11年）12月に遠江、駿河に攻め込み、今川領の東を抑えていた北条氏も武田氏に対抗するために駿河に攻め入った。
三枚橋城は、『北条五代記』といったいくつかの軍記物の中では、永禄年間（1558年から1570年）からその存在があったかのような記述があるが、信頼できる一次史料による確実な築城時期となると1579年（天正7年）までしか遡ることができない。この時期というのは、上杉氏の後継者問題に端を発した甲相合戦（武田氏と北条氏の争い：甲斐と相模のこと）の時期である。実際の文書を見ると、1579年（天正7年）9月3日の北条氏政の書状（『戦国遺文後北条氏編2099』）には、それまで同盟関係があったにもかかわらず「駿豆之境号沼津地、被築地利候」と築城を非難する様子が書かれている。戦国大名同士が同盟を締結する場合、国境の砦や城は破却されるのが原則であった。そのため、どちらかが城を造ることは敵対行為であり、北条氏政にとっては、武田氏が駿豆国境に築城したことが重大な盟約違反として、この書状中で戦闘状態への突入を家臣に伝えたということである。また、武田氏側も同年9月17日付の「武田勝頼書状」（『戦国遺文武田氏編3163』）で「於豆州境新城相築候」と上杉景勝宛に報告している。
現在三枚橋城と呼ばれるこの城は、これら当時の文書には「沼津」とだけ記されている。そして、三枚橋の名称は『北条五代記』や『武徳編年集成』など後世の軍記物にしか見ることができないことから、築城当時は沼津城と呼ばれていた可能性がある。ただし、この城が近世に大改修が実施され沼津城と呼ばれていたため、混乱を避けるため両者を区別して中世（戦国時代）の城を三枚橋城、近世（江戸時代）の城を沼津城と呼んでいる 。
北条氏と武田氏は、沼津付近で数度にわたって戦っていた。
一例として、『甲陽軍鑑』によれば、同年9月に武田勝頼の軍勢と北条氏政の軍勢が黄瀬川を挟んで対峙した。ただ北条軍からは「自分の国を防衛するために出陣したのであって、合戦によって他国を取ろうとするために出てきたのではない」と返答があったことから、勝頼は三枚橋城に武田信豊・春日信達らを黄瀬川に布陣する北条軍の押さえとして配置し、自らは徳川軍と戦うために西に向かったとある。北条氏政は勝頼本隊が西に向かうと、黄瀬川を渡り三枚橋城を包囲し攻撃を開始したが、籠城する信豊・信達らの頑強な抵抗にあって陥落させることはできず兵を引いた。北条軍はその後も三島に布陣し、三枚橋城の武田軍との睨み合いは続いた。後世の軍記物の記述なので全てが事実かどうかはよく分からないが、同様の記述は『三河物語』や『当代記』にもあるため、ある程度の事実を反映しているとされている。
1582年（天正10年）2月には織田・徳川連合軍の武田領侵攻が開始され、同年2月29日、近傍の武田氏の戸倉城が北条氏の攻撃により落城したことを受け、守備兵が動揺する。同年3月28日夜に信達は三枚橋城を放棄し、落城した。春日信達は海津城へ逃れており、小笠原信嶺は降伏し、織田氏から本領を安堵されている。
ただし、開城した三枚橋城に入ったのは駿河から侵攻してきた三河国の徳川氏であり、松平忠次が城主として入城した。
1590年（天正18年）3月27日、小田原征伐で東下する途上の豊臣秀吉がここに滞在した。奥州の果て津軽から参陣した津軽為信はその際にで謁見し、所領を安堵された。
1601年（慶長6年）に大久保忠佐が城主となり沼津藩主となったが、1613年（慶長18年）忠佐死去後、跡継ぎのいなかった沼津藩大久保家は断絶となり、翌1614年（慶長19年）に廃城となる。同年には火災がありその後徳川忠長が治め御殿を建てるものの1641年（寛永18年）に焼失し、外堀と二の丸に開墾許可が出され、1674年（延宝2年）田畑となった。1687年（貞享4年）には二の丸や土手が、また1689年（元禄2年）にも二の丸や土手が入札され農地化が進み、三枚橋城は姿を変えて行き、新たな町が誕生し（上土町・川廓町・志多町）沼津宿を形成していった。
なお、同地付近での建築工事時に見つかった石垣用の石を沼津リバーサイドホテル前、アゴラ沼津前、および沼津城本丸址で見ることができる。

## 構造

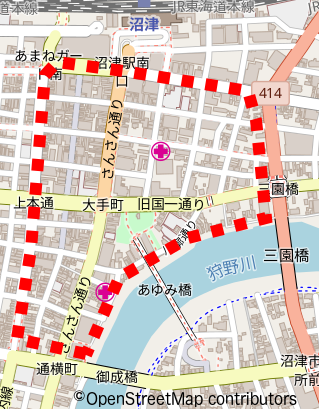
三枚橋城のエリア

武田氏時代の縄張り等の構造を知る史料は現存しておらず、不明である。大久保氏時代の構造については、「駿州沼津古城絵図」（特種製紙株式会社蔵）の発見により、城郭は東西422メートル、南北509メートル、また四重堀と丸馬出があったと推測される。
2016年（平成28年）7月17日の読売新聞は三枚橋城の推定規模について、古地図や石垣の発掘調査をもとに南北約500メートル、東西約350メートルの範囲だったと報じた。1777年（寛永6年）に同じ場所に築かれた沼津城は、三枚橋城よりかなり規模が小さいものであったという。

### 水神社
志多町及び川廓は、かつては三枚橋城の縄張の内側にあって防備の重要な位置を占めたが、低湿地のためしばしば洪水に見舞われ、やがて東海道の道筋となって人家ができるにしたがって城地から外れた。当地の水神社は、曲輪の守護神で、狩野川洪水からの守り神でもあり、現在も堤防のほとりに社殿のみ残されている。

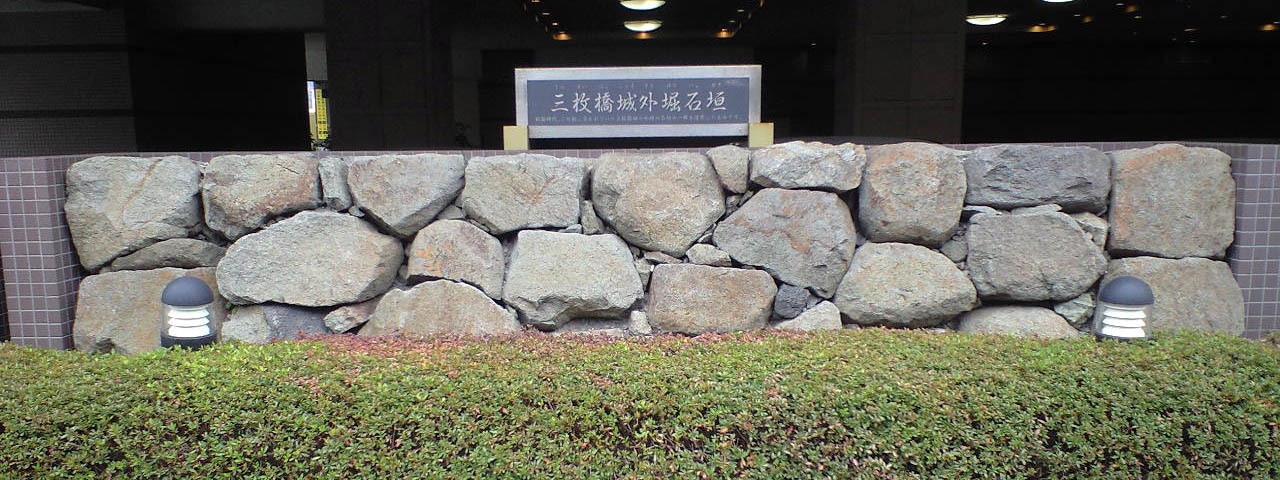
沼津リバーサイドホテル前の石垣（復元）
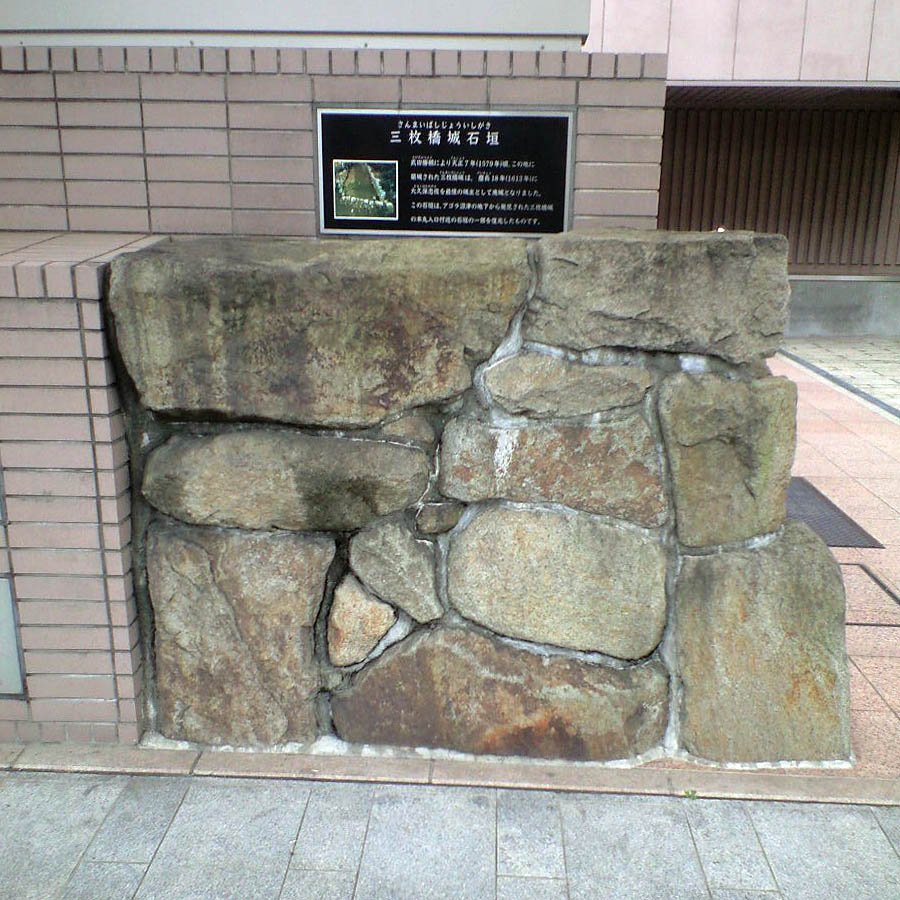
アゴラ沼津前の石垣（復元）
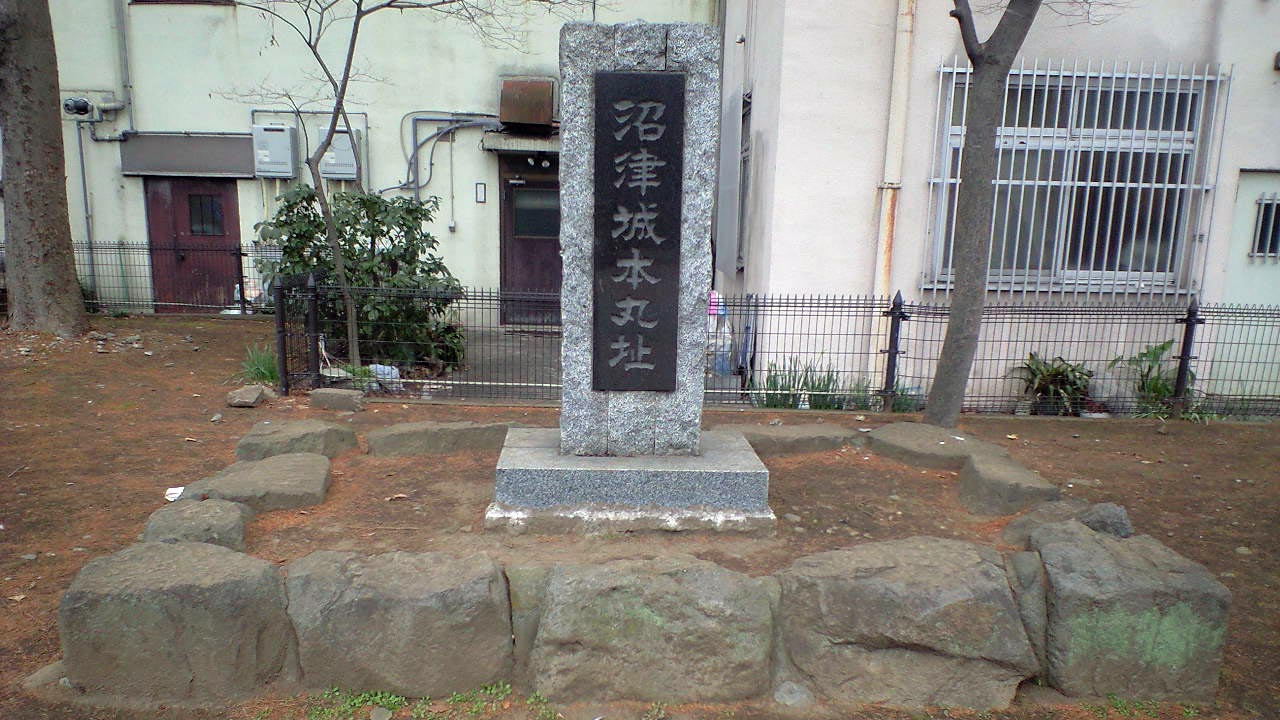
沼津城本丸址。周囲の石が、付近で工事の際に発見された、三枚橋城の石垣に使われていたもの。
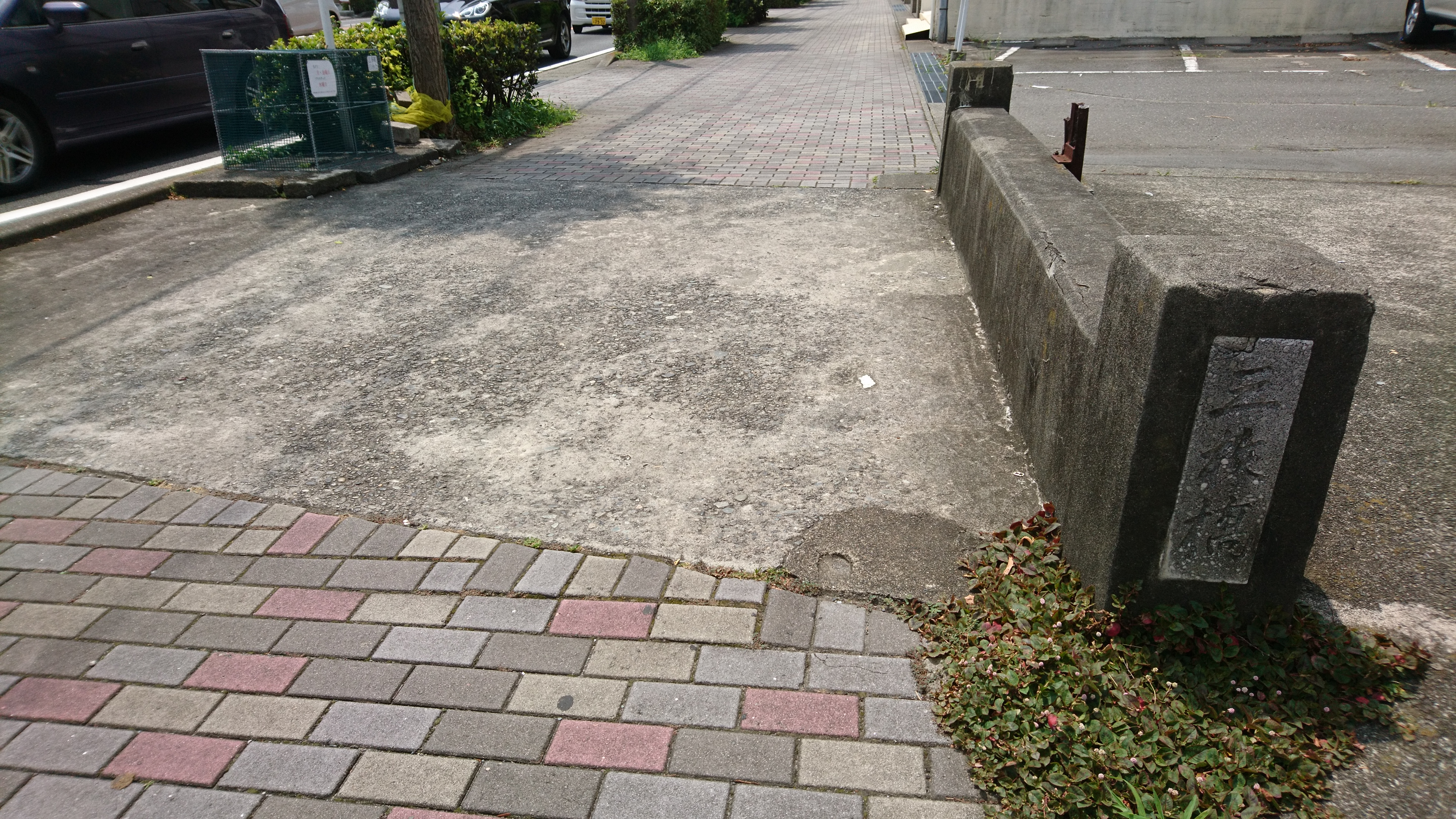
三枚橋
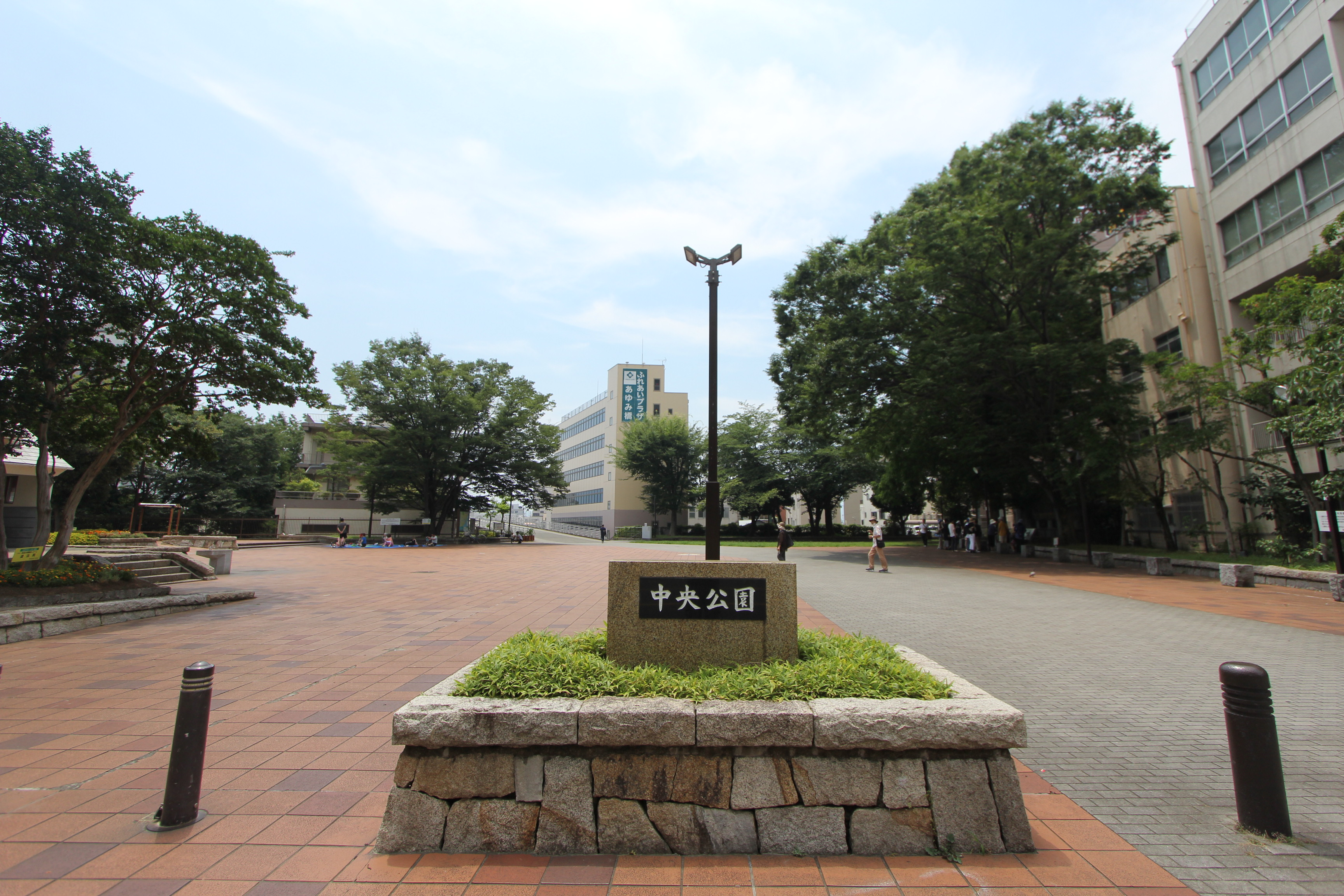
沼津市中央公園　三枚橋城址
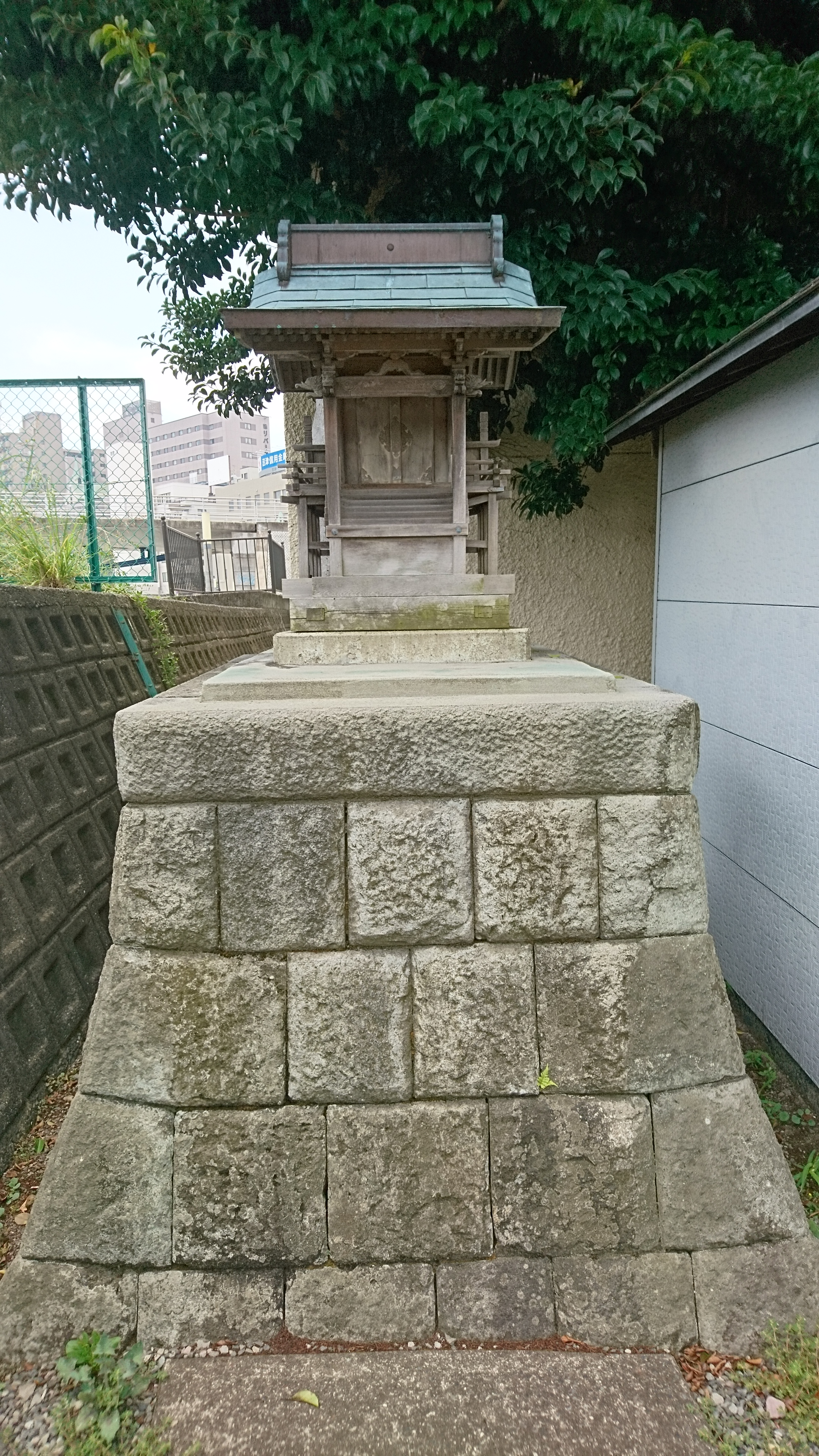
水神社